# Laissez bronzer les cadavres !
Cet article concerne le roman. Pour l'adaptation cinématographique, voir Laissez bronzer les cadavres ! (film).
Laissez bronzer les cadavres ! est un roman noir de Jean-Pierre Bastid et Jean-Patrick Manchette publié en 1971 dans la collection Série noire chez Gallimard.

## Le roman
Début de l’intrigue
Luce, artiste peintre, 50 ans passés, s’ennuie. Elle possède la moitié d’un hameau en ruine et invite, chaque été, des amis. Cette année, ce sont Max Bernier, ex-amant, écrivain réputé et alcoolique, Brisorgueil, avocat en vogue et actuel amant, et trois amis de ce dernier, Gros, Rhino et Jeannot.
Ces derniers, après avoir fait les courses à Pont-Saint-Esprit, attaquent un fourgon blindé, tuant les convoyeurs. Ils s’enfuient avec 250 kilos d’or dans un break DS…
Lieu du roman
- Gard

## Curiosité
Laissez bronzer les cadavres ! se déroule sur une seule journée. Chaque début de chapitre indique l’heure de l’action à la minute près.
La couverture de la première édition porte comme nom d'auteur J.P. Manchette-Bastid, tandis que la quatrième de couverture présente des photos des deux auteurs.

## Édition
En 1971, chez Gallimard dans la collection Série noire avec le no 1394  (ISBN 9782070318926).

## Adaptation
En 2017, sort en salles l'adaptation cinématographique éponyme du roman réalisée par Hélène Cattet et Bruno Forzani.

## Rééditions
1. En 1982, chez Gallimard dans la collection Carré noir avec le no 429 .
2. En 1987, chez Folio avec le no 1854  (ISBN 9782070497270).
3. En 2005, chez Folio policier avec le no 388  (ISBN 9782070434299).